# Comté de Winston (Alabama)
Pour les articles homonymes, voir Comté de Winston.
Le comté de Winston est un comté des États-Unis, situé dans l'État de l'Alabama.

## Démographie
| 1850  | 1860  | 1870  | 1880  | 1890  | 1900  | 1910   | 1920   |
| ----- | ----- | ----- | ----- | ----- | ----- | ------ | ------ |
| 1 542 | 3 576 | 4 155 | 4 253 | 6 552 | 9 554 | 12 855 | 14 378 |

| 1930   | 1940   | 1950   | 1960   | 1970   | 1980   | 1990   | 2000   |
| ------ | ------ | ------ | ------ | ------ | ------ | ------ | ------ |
| 15 596 | 18 746 | 18 250 | 14 858 | 16 654 | 21 953 | 22 053 | 24 843 |

| 2010   | 2020   | - | - | - | - | - | - |
| ------ | ------ | - | - | - | - | - | - |
| 24 484 | 23 540 | - | - | - | - | - | - |